# Zápy
Zápy là một chợ huyện thuộc huyện Praha-východ, vùng Středočeský, Cộng hòa Séc.